# Cardistry

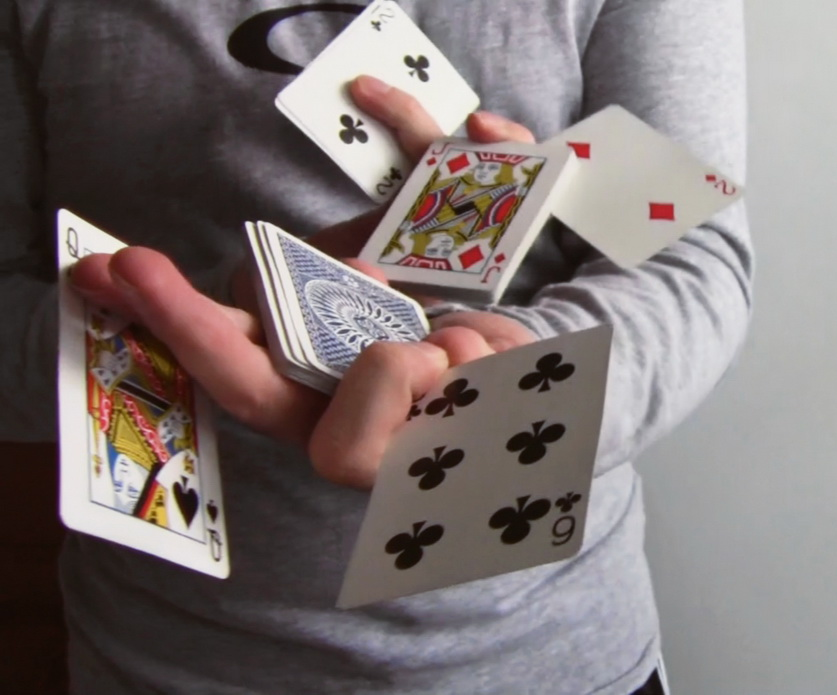
Un esempio di fioritura, nello specifico un taglio a due mani eseguito con un mazzo di Tally-Ho Circle Back.

Il cardistry o card flourishing è una disciplina che si fonda sull'abilità di spostare le carte da gioco. La finalità di chi pratica questa disciplina è quella di realizzare dei movimenti che siano piacevoli per gli spettatori, oltre ad avere la caratteristica dell'originalità.

## Terminologia
La disciplina si avvale di una specifica terminologia tecnica:
- Cardist: è la persona che pratica il cardistry.
- Fioriture: sono così denominate le sequenze di movimenti con le carte.[1]

La parola cardistry è una parola macedonia, dall'inglese "card" (carta) e "artistry" (talento, bravura).

## Storia
I giochi di prestigio con le carte divennero popolari durante il diciannovesimo secolo. In quel periodo, semplici fioriture come il taglio Charlier, il miscuglio all'americana (detto anche Riffle Shuffle) e i ventagli (specialmente la variante "col pollice") erano utilizzate dai cartomaghi per mostrare la propria abilità manipolatoria.

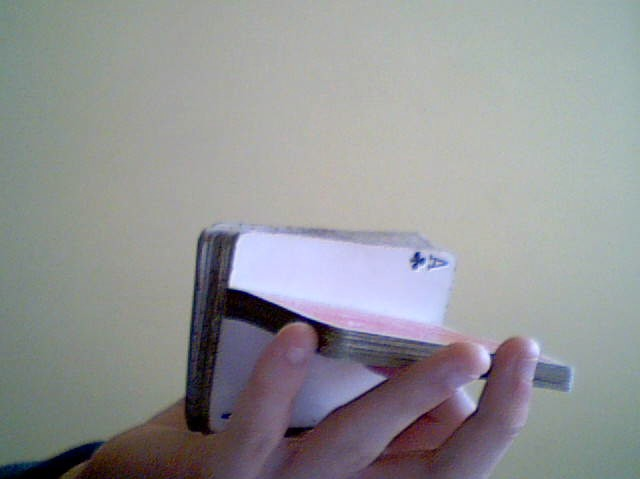
Un taglio Charlier.

Il cardistry rimase confinato a queste poche dimostrazioni effettuate da prestigiatori, fino a quando il cartomago Chris Kenner non pubblicò il libro Totally Out of Control nel 1992, riguardante giochi di magia con oggetti di tutti i giorni. Alla pagina 125 dell'edizione inglese vi era la spiegazione di un taglio a due mani chiamato "The Five Faces of Sybil" (oggi comunemente chiamato Sybil Cut). Questa fioritura faceva uso di tutte e cinque le dita per mostrare, durante la sua esecuzione, cinque differenti mazzetti. All'interno della pubblicazione, Kenner la definì "una fioritura con le carte per dimostrare abilità e destrezza". Questo taglio costituì l'invenzione più importante contenuta nel libro, diventando poi il punto di partenza effettivo della disciplina del cardistry. Il giornalista Kevin Pang, di Vanity Fair, sottolineò come ogni cardist che possa definirsi tale è in grado di eseguire un Sybil cut, alla stregua di come i chitarristi suonano una progressione Blues.
Il prestigiatore americano Brian Tudor pubblicò nel 1997 un VHS dove insegnava esclusivamente fioriture, anche e soprattutto variazioni del sopra citato Sybil Cut. Riscosse un grande successo, che contribuì notevolmente alla nascita del cardistry come una disciplina a sé stante.
I gemelli californiani Daniel e David Buck, comunemente conosciuti come Dan and Dave, pubblicarono nel 2001 un altro VHS, intitolato "Pasteboards Animations", nel quale erano contenute numerosissimi tagli e fioriture originali. Venne ricevuto estremamente bene sia dal pubblico, sia dalla critica; una recensione molto positiva sulla rivista specializzata Genii ne tessé le lodi in quello stesso anno. Nel 2004, i gemelli pubblicarono "The Dan and Dave System", all'interno del quale dichiararono "ufficialmente" la separazione tra cardistry e cartomagia. Nel 2007 rilasciarono "The Trilogy", un cofanetto contenente tre DVD, intitolati rispettivamente "Tricks", "Flourishes", "Everythingelse". Nonostante il prezzo di vendita piuttosto alto, fissato a 85 $, vendette a oggi più di 25 000 copie, risultando così la pubblicazione di cardistry più venduta nella storia della disciplina. Infatti, molti cardist la definiscono, insieme a "The Dan and Dave System", la fonte principale della loro ispirazione.

## Tipi di fioriture

### Tagli a una mano
I tagli a una mano sono fioriture che, come si può intendere dal nome, vengono eseguite utilizzando solamente una mano. Il taglio Charlier è certamente il più vecchio, comune e semplice di tutti: oltre ad esso, i più famosi sono il "Revolution Cut" (una variazione del primo), gli "L Cuts", inventati da Jerry Cestkowski, e il "Trigger", concepito da Nikolaj Pedersen.

### Tagli a due mani
Si tratta di fioriture realizzate utilizzando entrambe le mani; spesso includono al loro interno tagli a una mano. La loro difficoltà è estremamente varia: esistono fioriture di quasi immediata esecuzione, come il sopra citato Sybil Cut, alcune di media difficoltà, come il taglio "Falling" concepito da Federico Stefanoni, o altre estremamente complesse, che richiedono settimane o addirittura mesi per padroneggiarle. I primi creatori di grandi quantità di tagli a due mani originali furono Dan and Dave, seguiti da altri cardist, tra i quali Daren Yeow, Oliver Sogard, Tobias Levin, Brian Tudor e Noel Heath.

### Ventagli e nastri
I ventagli sono fioriture che dispongono le carte solitamente in una figura circolare, mentre i nastri generano una disposizione più lineare. Esempi di ventagli sono il "Riffle fan", inventato da Dimitri Arleri, il "LePaul Spread", e il ventaglio a pressione.

### Aerials
Gli Aerials sono fioriture durante le quali il mazzo, una sua porzione, o singole carte sono lanciate in aria, per poi venire afferrate dall'altra mano. Esempi di Aerials sono "Anaconda" e la fisarmonica.

### Isolations e Twirls
Queste sono fioriture eseguite con solo una carta. Vennero concepite nel 2010 dal cardist Jaspas, che le mostrò per la prima volta nel suo video "Starry Eyed".